# William Wasson
William B. Wasson (Phoenix, 21 dicembre 1923 – Cottonwood, 16 agosto 2006) è stato un presbitero e avvocato statunitense, fondatore dell’organizzazione internazionale non governativa Nuestros Pequeños Hermanos.

## Biografia
Dopo aver conseguito un Master in Legge e scienze sociali presso l'Università di Santa Barbara, diventa avvocato dedicando molto tempo della sua professione al recupero dei giovani criminali in carcere.
Nel 1949 recatosi in Messico per una convalescenza e, colpito dalla povertà dei luoghi, abbandona la famiglia e la carriera intrapresa negli Stati Uniti per trattenersi in Messico, dove inizia ad insegnare criminologia e sociologia alla University of the Americas e a collaborare con la American School Foundation a Città del Messico.
Nel maggio 1953 il vescovo di Cuernavaca lo ordina sacerdote e lo assegna alla parrocchia del distretto di Tepetates, dove istituisce una mensa per i bambini di strada. 
N.P.H. ha inizio nell'agosto del 1954, quando William Wasson chiede al giudice la tutela di un minore, spinto dalla fame a rubare nella sua parrocchia, per cui è stato chiamato a firmare la condanna e il giudice gli affida anche gli altri otto bambini rinchiusi nella stessa cella, condannati per la stessa ragione.

## Opere
- Facciamo felici i nostri figli. Storia di un padre e dei suoi ventimila bambini, Milano, Franco Angeli, 2003, ISBN 978-8846445506.

| Controllo di autorità | VIAF (EN) 54327919 · ISNI (EN) 0000 0001 0973 288X · LCCN (EN) no2012074272 · GND (DE) 131630849 · BNF (FR) cb137548798 (data) |